# Перси Биш Шели
Перси Биш Шели (енгл. Percy Bysshe Shelley; Хоршам, 4. август 1792 — Тиренско море, 8. јули 1822) био је енглески песник, један од најистакнутијих представника романтизма, заједно са Џоном Китсом и Џорџом Бајроном.
По својој ватреној вери у свемоћ људског ума и по потпуном игнорисању веровања и навика из прошлости, Шели је припадао присталицама идеја просветитељства. Дело „Политичка правда“ Вилијама Годвина, проткано револуционарним анархизмом деведесетих година 18. века, ускоро је постало његова идеја водиља. Али, Шели је Годвинове идеје преточио у храбро замишљену поетско-интелектуалну визију. Његове лирске слике су лаке и магловите. Као песник, Шели већ почетком 19. века припадао блиставој поетској епохи познатој као романтизам. Карактеристика његовог генија је што је он у исто време био рационалиста и романтични мислилац, проповедник и песник.
Студирао је на Оксфордском универзитету, одакле је избачен због писања брошуре О неопходности атеизма (1811), заједно са својим пријатељем Томасом Хогом. Са деветнаест година отишао је у Шкотску где се оженио шеснаестогодишњом Херијет Вестбрук. Године 1816. напустио је трудну супругу и, инспирисан авантуристичким романима, побегао са новом љубављу, младом Мери, кћерком Вилијама Годвина, у Швајцарску. Ту се спријатељио са Бајроном. Касније се преселио у Италију. Умро је на једрењаку у току невремена на Средоземном мору 1822. године. Његова друга супруга, Мери Шели, позната је по роману Франкенштајн, или модерни Прометеј. После смрти свога мужа, бринула се о издавању његових дела.

## Биографија

### Образовање
Шели је рођен 4. августа 1792. године у Хоршаму, Енглеска, као најстарији син Сер Тимотија Шелија (1753—1844), члана парламента Хоршама у периоду 1970—1792. године, и Елизабет Пилфорд (1763—1846), хоршамске земљопоседнице. Перси је имао четири млађе сестре и једног много млађег брата. Своје најраније образовање стекао је код куће, а тутор му је био велечасни Еван Едвардс из оближњег Варнхема. Његов рођак и доживотни пријатељ Томас Медвин, који је живео у близини, описао је Персијево рано детињство у својој књизи Живот Персија Биш Шелија. Имао је срећно и задовољно детињство које је углавном проводио у лову и риболову на имању својих родитеља.
Године 1802. он је почео да похађа школу у Брентфорду, Мидлсекс. Две године касније, 1804, Шели је уписао Етон колеџ, где је лоше прошао и био подвргнут скоро свакодневном мучењу од стране старијих дечака, који су ове инциденте називали Шели ужина. Окруженом Шелију истрзали су књиге из руку и вукли га за одећу док је не би поцепали и док он не би гласно заплакао. Ова свакодневна патња може се навести као узрок Шелијевог одбијања да учествује у разним играма и другим активностима вршњака. Због тих особености он је добио надимак Љути Шели. Ипак, Шели је показао велико интересовање за науку, што је често изазивало изненађење да тако разумно дете изазива бројне несташлуке. Шели би често користио зупчасту електричну машину којом би наелектрисао кваку на вратима своје собе, углавном како би забавио своје пријатеље. Пријатељи су били нарочито одушевљени када би његов тутор, покушавајући да уђе у собу, гласно повикао због електричних удара. Његова несташна страна поново је изашла на видело његовим „последњим несташлуком у школи”,}} када је барутом требало да дигне у ваздух дрво у школском дворишту. Упркос овим шаљивим инцидентима, Шелијев савременик, В. Х. Мери, наводи да Шели није стекао ниједног правог пријатеља у Етону, иако је безуспешно тражио сродну душу.
Дана 10. априла 1810. године, он је уписао Оксфорд. Према неким изворима Шели је отишао само на једно предавање док је био на Оксфорду, али је често читао и по 16 сати дневно. Његово прво објављено дело био је готички роман Цастроци (енгл. Zastrozzi, 1810), у ком је исказао свој рани атеистички поглед на свет кроз негативца Цастроција; након тога уследио је роман Свети Ирвајн (енгл. St. Irvyne; or, The Rosicrucian: A Romance, 1811). Исте године Шели је, заједно са својом сестром Елизабетом, објавио Оригиналну поезију Виктора и Казире (енгл. Original Poetry by Victor and Cazire, 1811) и, док је још био на Оксфорду, издао је збирку стихова (наводно бурлески, али сасвим субверзивних) под називом Постхумни фрагменти Маргарет Николсон (енгл. Posthumous Fragments of Margaret Nicholson, 1811) заједно са Томасом Џеферсоном Хогом.
Године 1811, Шели је анонимно објавио брошуру О неопходности атеизма која је привукла пажњу универзитетске администрације па је Шели био позван да се појави пред својим друговима и деканом Џорџом Раулијем. Његово одбијање да одбаци ауторство над брошуром довело је до избацивања са универзитета 25. марта 1811. године, заједно са Хогом. Поновно откриће из 2006. године Шелијевог давно изгубљеног Поетског есеја о стању постојећих ствари (енгл. Poetical Essay on the Existing State of Things) — дуге, оште антимонархијске и антиратне поеме штампане 1811. године у Лондону под ауторством „господина са Оксфорда” и посвећене Харијет Вестбрук — дало је нову димензију Шелијевом протеривању са универзитета и појачало Хогове импликације политичких мотива. Шелију је била дата могућност да се врати на Оксфор након интервенције његовог оца, али под условом да се јавно одрекне својих признатих ставова. Његово одбијање да то учини довело је до свађе и разилажења са оцем.

### Брак
Четири месеца након што је избачен са Оксфорда, дана 28. августа 1811. године, деветнаестогодишњи Шели је побегао у Шкотску заједно са шеснаестогодишњом Харијет Вестбрук, ученицом исте школе коју су похађале Шелијеве сестре, којима је отац забранио да се виђају са братом. Харијет је Шелију писала страствена писма у којима је претила самоубиством због њене несрећности у школи и код куће. Шели, сломљеног срца након неуспешне романсе са својом рођаком Харијет Гров, одсечен од своје мајке и сестара и убеђен да неће још дуго да живи, напрасно је одлучио да спаси Харијет и буде јој на услузи. Старије сестра Харијет Вестрбрук, Елиза Вестбрук, са којом је Харијет била веома блиска, наизглед је подржавала занесеност млађе сестре Шелијем. Она се правила да не одобрава, али је тајно подстицала бекство. Тимоти Шели је, међутим, био огорчен што се његов син оженио девојком нижег сталежа од себе (Харијетин отац, мада успешан, држао је кафану) укинуо је Шелију џепарац и одбио да икада прими пар на своје имање. Шели је позвао свог пријатеља Хога да му помаже око кућних послова, али га је замолио да оде када је увидео да се он зближава са Харијет. Она је такође инсистирала да њена сестра Елиза, коју је Шели презирао, живи са њима. Шели је у ово доба развио интензивно платонско пријатељство са Елизабет Хиченер, 28огодишњом неудатом наставницом напредних погледа, са којом се добро слагао у погледу виђења света. Хиченер, коју је Шели звао „сестра моје душе” и „моје друго ја”, постала је његова муза и повереник током писања његове филозофске поеме Краљица Маб (енгл. Queen Mab, 1813), утопијске алегорије.
Током тог периода, Шели је путовао у Кесвик у енглеском Лејк Дистрикту, где је посетио песника Роберта Саутија, када је стекао погрешан утисак да је Саути још увек политички радикал. Саути, који је био избачен из Вестминстерске школе због противљења бичевању, познавао се са Шелијем и предвидео је велике ствари у вези њега као песника. Он је такође обавести Шелија да је Вилијам Годвин, аутор дела Политичка правда, које је у великој мери утицало на Шелија током његовог раног стваралачког периода, и писац коме се Шели дивио, био још увек жив. Шели је писао Годвину, нудећи се као његов предан ученик и обавестио Годвина да је он био „син богатог човека из Сасекса” и „наследник имања од 6.000 фунти годишње”. Годвин, који је подржавао велику породицу и био хронично сиромашан, одмах је у Шелију видео извор свог финансијског спасења. Писао је Шелију тражећи још појединости о приходима породице Шели и почео да саветује Персија да се помири са својим оцем. У међувремену, патрон Сер Тимотија, Војвода од Норфока, бивши католик који је фаворизовао католичку еманципацију, такође је узалудно покушавао да помири Тимотија са сином, чију је политичку каријеру војвода желео да подстакне. Ујак са мајчине стране коначно је успео да нађе новац којим би платио Персијеве дугове, али је Шелијев однос са војводом утицао на његову одлуку да отпутује у Ирску. У Даблину је Шели објавио своју Адресу Ирцима по цени од пет пени, „најнижој могућој цени”, како би „указао Ирцима на њихово лоше познавање њиховог реалног стања, по кратком поступку истичући зла те државе и сугеришући на рационално решење — католичку еманципацију и укидање Закона о унији” (касније „најуспешнија машина којом је Енглеска икада руковала над бедом пале Ирске”). Његове активности узроковале су незадовољство британске владе.
Шели је био изузетно несрећан у браку са Харијет и невероватно љут на њену сестру Елизу која је у огромној мери утицала на Харијет, обесхрабривши је да доји своју ћерку (Елизабет Јант Шели; 1813—1876). Шели је оптуживао Харијет да се удала за њега само због новца. Жудећи за интелектуалнијим женским друштвом, почео је да проводи све више времена далеко од куће, између осталог, студирао италијански са Корнелијом Тарнер и посетио кућу и књижару Вилијама Годвина. Елиза и Харијет су се у међувремену вратиле својим родитељима.
Шелијев ментор Годвин имао је три високообразоване ћерке, од којих су две, Фени Имлеј и Клер Клермонт, биле усвојене. Годвинова прва жена, прослављена феминисткиња Мери Вулстонкрафт, аутор дела Потврда права жена, умрла је приликом порођаја, када је Годвину родила биолошку ћерку Мери Вулстонкрафт Годвин, именовану по својој мајци. Фени је била ванбрачна ћерка Мери Вулстонкрафт и њеног љубавника, дипломатског шпекуланта и писца, Гилберта Имлеја. Клер је била ванбрачна ћерка Годвинове много млађе друге жене, Мери Џејн Клермонт Годвин, коју је Шели сматрао вулгарном женом — „непогодна особа за формирање ума младе девојке” (наводно је Шели то изјавио), и Сер Џона Летбриџа. Сјајна Мери се школовала у Шкотској кад се Шели први пут упознао са породицом Годвин. Када се вратила из Шкотске Шели се лудо заљубио у њу и претио самоубиством ако она не узврати осећања.
Дана 28. јула 1814, Шели је напустио Харијет, тада трудну са њиховим сином Чарлсом (новембар 1814—1826) и (по угледу на јунака једног од Годвинових романа) побегао у Швајцарску са Мери, тада шеснаестогодишњакињом, позивајући њену полусестру Клер (такође шеснаестогодишњакиња) да пође са њима пошто је она знала француски. Старија сестра Фени је остала сама, која се такође, али на њену велику жалост, заљубила у Шелија. Ово троје пловило је Европом и пут од Француске до Швајцарске препешачило, читајући наглас дела Русоа, Шекспира и Мерине мајке, Мери Вулстонкрафт (путопис који описује њихов пут касније је објављен од стране Шелијевих).
Након шест недеља, носталгични и осиромашени, троје младих људи вратило се у Енглеску. Разбеснели Вилијам Годвин одбио је да их види, иако је још увек захтевао да му Шели да новац, али под другим именом како би се избегао скандал. Крајем 1915. године, док је живео у викендици у Бишопсгејту, Сари, заједно са Мери, Шели је написао свој роман Аластор, или дух самоће (енгл. Alastor, or The Spirit of Solitude). Роман је у то време привукао мало пажње, али је касније признат као његово прво велико достигнуће. У том периоду његове стваралачке каријере Шели је био под великим утицајем поезије Вордсворта.

### Бајрон
Средином 1916. године Шели и Мери су поново отпутовали у Швајцарску. Мерина полусестра Клер затражила је од њих да ово ураде, која је, у конкуренцији са својом сестром, успела да успостави везу са Лордом Бајроном претходног априла, непосредно пре његовог самоизгнанства на континенту. Бајроново интересовање према њој почело је да опада и Клер је искористила прилику да га представи Шелијевима, а да то делује као мамац да га намаме у Женеву. Шелијеви и Бајрон су изнајмили две куће, једну до друге, на обалама Женевског језера. Обичан разговор са Бајроном имао је окрепљујући утицај на Шелијев учинак у поезији. Док су били на бродској тури, Шели је добио инспирацију и написао своју Химну интелектуалној лепоти (енгл. Hymn to Intellectual Beauty) која се често сматра његовим првим значајнијим књижевним доприносом након Аластора. Тура у Шамонију у француским Алпима била је инспирација за Мон Блан, поему у којој Шели тврди да је размишљао о питањима историјске неминовности (детерминизма) и односу између људског ума и спољашње природе. Шели је такође подстакао Бајрона да почне епску поему о савременој теми, подстицај који је резултирао Бајроновим Дон Жуаном. Године 1817, Клер се породила и на свет донела Бајроново дете, девојчицу под именом Алба, касније преименовану у Алегра. Шели је Клер понудио подршку и бринуо се и о њој и о девојчици.

### Самоубиство и други брак
Након што су се Шели и Мери вратили у Енглеску, Фени Имлеј, Мерина полусестра, утучена због њеног искључења из породице Шели и вероватно несрећна што је Шели није ни приметио, на путу од домаћинства Годвинових до Лондона извршила је самоубиство у Велсу почетком октобра 1816. године. Дана 10. децембра исте године, тело Шелијеве отуђене жене Харијет било је нађено у поодмаклом стадијуму трудноће, удављено у језеру у Хајд парку у Лондону. Шели је био слао Харијет и њеној деци, као и њеном оцу, великодушне месечне исплате. Сматра се да је Харијет, која је децу оставила својој сестри Елизи и живела сама под именом Харијет Смит, погрешно веровала да је била напуштена од стране свог љубавника, 36огодишњег потпуковника Кристофера Максвела, који је био распоређен у иностранству. Дана 30. децембра 1816. године, само три недеље након што је Харијетино тело било пронађено, Шели и Мери Годвин су се венчали. Брак је, између осталог, требало да делимично помогне да се осигура Шелијево старатељство над његовом децом са Харијет и да делимично смири Годвинове, који су хладно одбијали да комуницирају са својом ћерком пуне две године, а који су након венчања примили пар. Суд је, ипак, старатељство над Шелијевом децом са Харијет доделио хранитељској породици, а као разлог навео то што је Шели атеиста.
Шелијеви су се потом преселили у село Марлоу у Бакингемшир, где је Персијев пријатељ, Томас Лав Пикок, живео. Шели се придружио књижевном кругу окупљеном око Лија Ханта и током тог периода упознао Џона Китса. Шелијево најзначајније дело током овог периода било је Лаон и Ситна, или Револуција Златног града (енгл. Laon and Cythna; or, The Revolution of the Golden City), дуга наративна поема у којој је он напао религију и истакао пар инцестних љубавника. Она је напрасито била повучена из продаје након што је свега неколико копија било објављено. Касније је измењена и поново објављена под насловом Побуна ислама (енгл. The Revolt of Islam, 1818). Шели је написао и два револуционарна политичка памфлета под књижевним псеудонимом Пустињак Марлоа. Дана 27. децембра 1817. године, вероватно подстакнут извештајима путника Белцонијевог успеха у уклањању „полу потонуле и разбијене статуе” „Младог Мемнона” са Рамесеума у Теби, Шели и његов пријатељ Хорас Смит почели су да пишу по поему о Мемнону или Озимандији, Диодоровом „Краљу над краљевима”, који је у натпису на статуи изазвао све присутне да „надмаше његово дело”. У року од четири месеца након објављивања Озимандије (или Рамзеса II) његова седам и по тона тешка статуа дошла је у Лондон, али прекасно да би је Шели видео.

### Италија
Почетком 1818. године Шелијеви и Клер напустили су Енглеску како би Клерину ћерку, Алегру, одвели њеном оцу Бајрону, који се био настанио у Венецији. Контакт са старијим и признатијим песником охрабрио је Персија да поново пише. Током друге половине исте године он је написао Џулијана и Мандала (енгл. Julian and Maddalo), благо, прикривено враћање његовим бродским путовањима и разговорима са Бајроном у Венецији, завршавајући са посетом лудници. Ова поема означила је почетак Шелијевог „урбаног стила”. Он је тада почео да пише драму у стиху под називом Ослобођени Прометеј (енгл. Prometheus Unbound, 1818), давно изгубљени комад античког грчког песника Есхила, коју карактеришу планине које говоре и мрзовољни дух који је оборио Јупитера. Трагедија је задесила Шелија током 1818. и 1819. године — Шелијев син Вил умро је од грознице у Риму, а његова мала ћерка Клара Еверина умрла је током још једне у низу селидбе породице Шели.
Девојчица под именом Елена Аделејд Шели, рођена 27. децембра 1818. године у Напуљу, Италија, била је регистрована као ћерка Персија Шелија и жене под именом Марина Падурин. Међутим, идентитет мајке остао је до данас непознат. Неки научници тврде да је њена права мајка заправо била Клер Клермонт или Елис Фоги, дадиља Шелијевих. Други научници пак сматрају да је девојчицу Шели усвојио у нади да ће одвратити Мери од скорашње смрти Вилијама и Кларе. Шели се обраћао Елени у писмима као његовој „напуљској штићеници”. Ипак, Елена је свега неколико дана након рођења припала хранитељској породици, а Шелијеви су се преселили у још један италијански град, остављајући њу за собом. Елена је умрла 17 месеци касније, дана 10. јуна 1820. године.
Наредних година Шелијеви су се често селили од једног до другог града у Италији; крајем 1818. године они су живели у Фиренци, у пансиону у улици Вија Валфонда. Ова улица, делимично уништена током Другог светског рата, данас носи плочу у знак сећања да је Шели овде живео. За време које су провели овде, примили су два госта, госпођу Софију Стејси и њеног знатно старијег сапутника, госпођу Корбет Пери-Џоунс (коју је Мери касније описала као „малу неуку Велшанку”). Софија је током три године у својој младости била штићеница песниковог ујака и ујне. Шелијеви су у овом пасниону живели два месеца, а у том периоду Мери је родила још једног сина, који је, према Софијином предлогу, добио име по граду у ком се родио, па је тако син назван Перси Флоренс Шели, касније Сер Перси. Шели је такође током овог двомесечног периода написао и своју Оду Софији Стејси (енгл. Ode to Sophia Stacey). Након тога, они су се преселили у Пизу, у великој мери због наговештаја тамошње Маргарет Кинг, која се, као бивши ученик Мери Вулстонкрафт, заинтересовала за млађу Мери и њене сапутнике. Ова „једноставна и искрена дама” и њен невенчани супруг Џорџ Вилијам Тај инспирисали су песника новооткривеним осећајем радикализма. Тај је био агрикултурални теоретичар и снабдео је младог Шелија обиљем материјала из хемије, биологије и статистике.
Шели је свог Ослобођеног Прометеја завршио у Риму, а средину 1819. године провео је пишући драму Ченчи (енгл. The Cenci) у Ливорну. Исте године, између осталог под утиском Масакра код Питерлоа, Шели је написао своје најпознатије политичке поеме: Маска анархије (енгл. The Masque of Anarchy) и Људи из Енглеске (енгл. Men of England). Ово су вероватно његова најзапамћенија дела током читавог 19. века. У овом периоду Шели је написао и есеј Филозофско гледиште на реформу (енгл. The Philosophical View of Reform), који је један од његових најпотпунијих излагања политичких ставова до тада.
Године 1820, након што је чуо да је његов пријатељ Џон Китс болестан, Шели му је написао писмо у ком га позива да му се придружи у његовој резиденцији у Пизи. Китс је одговорио да се нада да ће га видети, али је, уместо тога, договорио пут у Рим са сликарем Џозефом Северном. Инспирисан смрћу Џона Китса, Шели је 1821. године написао елегију Адонаис (енгл. Adonais).
Исте, 1821, године, Шели је срео Едварда Елеркера Вилијамса, британског морнаричког официра, и његову жену Џејн Вилијамс. Шелли је развио веома снажну приврженост према Џејн и посветио јој је велики број песама. У песмама посвећеним Џејн, попут Са гитаром, Џејн и Једна реч је пречесто скрнављена, он њу диже до најузвишенијег положаја достојног обожавања.
Шели се 1822. године договорио са Лијем Хантом, британским песником и уредником који је био један од његових главних поборника у Енглеској, да он са својом породицом дође у Италију. Шели је намеравао да њих тројица — он, Хант и Бајрон — оснују часопис који би назвали Либерал. Са Хантом као уредником, њихова контроверзна писања била би дистрибуирана, а часопис би деловао као енергично иступање против часописа попут Блеквудовог часописа и Тромесечне ревије.
Хантов син, такође уредник, Торнтон Ли Хант, касније је био упитан од стране Џона Бедфорда Леноа кога је између Шелија или Бајрона поштовао више као особу. Он је одговорио:
Једном приликом је требало да Бајрону донесем или узмем неку копију документа који су Шели, мој отац и он заједно водили. Нашао сам га како се у салону наслађује чинијом смокава. Упитао ме је да ли желим смокву. Е, у томе је разлика, Лено — Шели би ми дао читаву чинију и дозволио ми да се сам послужим.

### Смрт
Дана 8. јула 1822. године, мање од месец дана пре свог 30. рођендана, Шели се удавио у заливу Ла Специја током изненадне олује док се својим бродом, Дон Жуан, враћао из Ливорна у Леричи. Он се враћао након што је са придошлим Лијем Хантом основао часопис Либерал. Име Дон Жуан, у част Бајрону, изабрао је Едвард Џон Трилони, члан књижевног круга у Пизи око Шелија и Бајрона. Ипак, према сведочењу Мери Шели, Шели га је променио у Аријел, што је изнервирало Бајрона, па је он принудно написао речи Дон Жуан на једро брода. Брод је био специјално израђен по наруџбини за Шелија у Ђенови. Он се није преврнуо, али је потонуо; Мери је у својим Белешкама о песмама из 1822. (1839) да је дизајн брода имао дефект и да брод никада није био способан за пловидбу. У ствари, Дон Жуан је био способан за пловидбу; потапање се догодило због жестоке олује и због слабог познавања морепловства троје људи који су били на палуби.
Неки верују да његова смрт није била случајност, већ да је Шели био депресиван и да је желео да умре; други пак сугеришу да он није уопште знао како да плови. Неке друге, мање реалне, теорије сугеришу да су пирати помешали његов брод са Бајроновим. Постоји мала количина материјала који, иако раштркани и контрадикторни, указују на то да је Шели можда био убијен због политичких разлога: у кући у Тремадогу, северозападни Велс, коју је Шели изнајмљивао у периоду 1812—1813. године, он је наводно био изненада нападнут током ноћи од стране човека који је, према каснијим писањима, био тајни агент. Шели, који је био у финансијским потешкоћама, оставио је неплаћену кирију без доприноса фонду за подршку кући власника, Вилијама Мадокса; ово може обезбедити ново, прихватљивије објашњење за ову причу.
Са Шелијем су на броду била друга два Енглеза — један је био пензионисани морнарички официр, Едвард Елеркер Вилијамс, док је други био чамџија, Чарлс Вивијен. Брод је био пронађен 16 km (9,9 mi) далеко од обале, и докази су упућивали на то да је једна страна брода била ударена и пробијена од стране већег брода. Како год, чамац за спасавање био је неискоришћен и још увек причвршћен за брод. Тела су била пронађена потпуно обучена, укључујући и чизме.
У својим Сећањима на последње дане Шелија и Бајрона (енгл. Recollections of the Last Days of Shelley and Byron), Трилони је напоменуо да је кошуља у којој је Вилијамово тело било обучено била „делимично извучена преко главе, као да је онај ко ју је носио покушао да је скине ... и [није имао] једну чизму, што указује на то да да је покушао да их скине”. Трилони такође доводи у везу са овим и изјаву на самрти једног италијанског риболовца који је признао да је ударио у Шелијев брод с намером да исти опљачка, план који је изазвао брзо потапање брода.
Шелијево тело било је изнето на обалу и касније, у складу са карантинским прописима, кремирано на плажи близу Вијаређа. У Шелијевом џепу налазила се мала књига Китсове поезије, а Бајрон (који никада није давао комплименте) је, чувши то, рекао за Шелија да „никада није срео човека који није био звер у односу на њега”. Дан након што је вест о Шелијевој смрти стигла у Енглеску, тористичке новине Курир ликовале су: „Шели, писац неке неверничке поезије, удавио се; сада зна да ли има Бога или не.” Заваљена статуа Шелијевог тела, која приказује песниково тело како је испливао на обалу, као дело вајара Едварда Онслова Форда по налогу Шелијеве снаје Џејн, постављена је у центру Шелијевог Меморијала на Универзитетском Колеџу, Оксфорд. Слика из 1899. године, под називом Шелијева сахрана (такође позната и као Шелијево кремирање), дело сликара Луја Едуара Фурнијеа, садржи неке нетачности. У превикторијанско доба постојао је енглески обичај да жене не присуствују сахранама из здравствених разлога. Мери није присуствовала сахрани, али је била насликана на слици како клечи у левом делу исте. Ли Хант био је заглављен у превозу, тако да није стигао на сахрану, али је ипак и он насликан. Такође, Трилони, у својој причи о кремацији Шелијевог тела, бележи да „лице и руке, као и други делови Шелијевог тела који нису били прекривени одећом, нису имали меса”, а до времена када је поворка требало да се врати на плажу ради кремације, тело се још више распало. У свом графичком осврту на кремацију Трилони такође наводи да Бајрон није био у стању да види ту сцену па је отишао са плаже.
Шелијев пепео био је сахрањен на Протестантском гробљу у Риму, у близини античке пирамиде у градским зидинама. Његов гроб садржи епитаф на латинском — „Cor Cordium” („Срце срца”) — и, у складу са његовом смрћу на мору, неколико стихова из Шекспирове Буре:
Штогод су од њег покрили вали,
Све су ти чудни претворили чари
У неке дивне, драгоцене ствари.
Шелијев гроб био је други на гробљу. Неколико недеља након Шелијеве комеморације, Трилони је дошао у Рим и, пошто му се није свидео положај Шелијевог гроба у односу на остале гробове, купио је парцелу близу старог зида која му се чинила бољим местом. Пепео је био ексхумиран и пресељен на место на ком се данас налази. Трилони је купио и парцелу поред ове, и након више од 60 година његови остаци били су сахрањени на поменутој. Меморијал је на крају направљен у песничком углу Вестминстерске опатије, заједно са његовим старим пријатељима Бајроном и Китсом.

## Идеализам
Шелијев неконвенционални живот и бескомпромисан идеализам, у комбинацији са његовим снажним неодобравајућим гласом, начинили су ауторитативном и веома клеветаном фигуром током његовог живота, а и после тога. Постао је идол наредне две или три, а можда и четири, генерације песника, укључујући и важне викторијанске и прерафаелитске песнике попут Роберта Браунинга, Алфреда, Лорда Тенисона, Дантеа Габријела Росетија, Алџернона Чарлса Свинбурна, као и Лорда Бајрона, Хенрија Дејвида Тороа, Вилијама Батлера Јејтса, Алистера Кроулија и Едне Сент-Винсент Милеј, али и песника који су стварали на другим језицима, међу којима су Јан Каспровиц, Рабиндранат Тагоре, Јибанананда Дас и Субраманија Барати.

### Ненасиље
Грађанска непослушност Хенрија Дејвида Тороа и пасивни отпор Махатме Гандија били су инспирисани и под утицајем Шелијевог ненасиља у протестима и политичким акцијама. Познато је да је Махатма Ганди често цитирао Шелијеву Маску анархије, која је била називана „можда првим модерним исказом принципа ненасилног отпора”.

### Вегетаријанство
Шели је написао неколико есеја на тему вегетаријанства, од којих су најистакнутији Оправдање природне исхране (енгл. A Vindication of Natural Diet, 1813) и О повртном систему исхране (енгл. On the Vegetable System of Diet).

### Социјална правда
Шели је био снажан заговорник социјалне правде за „ниже класе”. Био је сведок многих малтретирања која су се дешавала током припитомљавања и клања животиња, па је постао борац за права свих живих бића за која је видео да су била неправедно третирана.

## Легат
Шелијеви главни следбеници нису се појавили током читаве једне генерације песника након његове смрти, за разлику од Бајрона, који је био популаран у свим класама за време свог живота упркос својим радикалним ставовима. Деценијама након његове смрти, Шели је био поштован и цењен углавном само од стране главних викторијанских песника, прерафаелита, социјалиста и припадника радничког покрета. Један од разлога за ово била је екстремна нелагодност са Шелијевим политичким радикализмом који је довео до тога да популарни антологичари ограниче Шелијеву репутацију на релативно прочишћене „часописне” комаде попут Озимандије и дела Lines to an Indian Air.
Њему су се дивили Клајв Стејплс Луис, Карл Маркс, Роберт Браунинг, Хенри Стивенс Солт, Грегори Корсо, Џорџ Бернард Шо, Бертранд Расел, Исидора Данкан, Констанс Нејден, Аптон Синклер, Габријеле Д’Анунцио, Алистер Кроули и Вилијам Батлер Јејтс. Семјуел Барбер, Сергеј Рахмањинов, Роџер Квилтер, Хауард Скемтон, Џон Вандерслајс и Ралф Воган Вилијамс компоновали су музику на основу његових песама.
Критичари попут Метјуа Арнолда настојали су да прераде Шелијево наслеђе како би га начинили текстописцем и дилетантом који није имао озбиљну интелектуалну позицију и чије дуже песме нису биле вредне проучавања. Метју Арнолд је славно описао Шелија као „прелепог и неспособног анђела”. Овакав став био је у супротности са ставом претходне генерације која је познавала Шелија као скептика и радикала.
Многа Шелијева дела остала су необјављена или мало позната након његове смрти, укључујући дела попут Филозофског гледишта на реформу које је постојало само у рукопису све до 1920-их. Ово је допринело викторијанској представи њега као мање значајног лиричара. Са почетком формалних књижевних студија током раног 20. века и постепеног поновног откривања и ревалуације његовог опуса од стране научника попут Кенета Нила Камеруна, Доналда Рајмана и Харолда Блума, модерна идеја Шелија као песника променила се у односу на ону викторијанску.
Пол Фут, у свом делу Red Shelley, документовао је кључну улогу Шелијевих дела — посебно Краљице Маб — у настанку британског радикализма. Иако су Шелијева дела била забрањена од стране угледних викторијанских породица, његови политички списи били су пиратски штампани од стране људи попут Ричарда Карлајла који је редовно ишао у затвор због штампања „бунтовних и богохулних клевета” (на пример, материјал који је био забрањен за штампање од стране владе), а за овим јефтиним пиратским издањима посегли су стотине активиста и радника током 19. века.
У другим земљама, попут Индије, Шелијева дела су, како у оригиналу тако и у преводу, утицала на песнике попут Тагореа и Даса. За пиратску копију Ослобођеног Прометеја из 1835. године наводи се да је била заплењена исте године на царини у Бомбају.
Пол Џонсон, у својој књизи Интелектуалци, описао је Шелија у поглављу под називом Шели или Бездушност идеја. Џонсон је Шелија описао као неморалну особу који је, позајмљивањем новца који није могао да врати и завођењем младих невиних жена које су се заљубљивале у њега, уништио животе свих оних са којима је био у контакту, укључујући и свој.
Године 2005, издаваштво Универзитета Делавер издало је обимну биографију у два тома аутора Џејмса Бјерија. Три године касније, 2008, издаваштво Универзитета Џонс Хопкинс објавило је Бјеријеву једнотомну биографију на 856 страна под називом Перси Биш Шели: биографија (енгл. Percy Bysshe Shelley: A Biography).
Године 2007, Џон Лоритсен је објавио Човека који је написао Франкенштајна (енгл. The Man Who Wrote Frankenstein), дело у ком је тврдио да су Шелијеви доприноси поменутом роману много већи него што се раније претпостављало. Познато је и није спорно да је Шели написао предговор — иако непотписан — и да је роману допринео са најмање 4.000 до 5.000 речи. Лоритсен је настојао да докаже да је Шели био заправо главни аутор романа.
Идуће, 2008, године, Шелију је приписано коауторство над романом Франкенштајн од стране Чарлса Робинсона у новом издању романа под насловом Оригинални Франкенштајн (енгл. The Original Frankenstein). Робинсон је утврдио да је Перси Биш Шели био коаутор романа: „он је начинио веома значајне промене у речима, теми и стилу. Књига би сада требало да буде приписана 'Мери и Персију Шелију'”.
Крајем 2014. године, Шелијев рад довео је до тога да лектори са Универзитета Пенсилванија и Универзитета Њујорк креирају масовни отворени онлајн курс (енгл. Massive open online course; MOOC) о животу Персија Шелија и Ослобођеног Прометеја.

## Дела
- О неопходности атеизма (енгл. The necessity of atheism,[56] есеј, 1809)
- Цастроци (енгл. Zastrozzi, роман, 1810)
- Свети Ирвајн (енгл. St. Irvyne or The Rosicrucian, роман, 1811)
- Краљица Маб (енгл. Queen Mab, 1813)
- Аластор, или дух самоће (енгл. Alastor, Or the Spirit of Solitude, 1815)
- Химна интелектуалној лепоти (енгл. Hymn to Intellectual Beauty, 1816)
- Мон Блан (енгл. Mont Blanc, 1816)
- Побуна ислама (енгл. The Revolt of Islam, 1817)
- Озимандија (енгл. Ozymandias, 1818)
- Ослобођени Прометеј (енгл. Prometheus Unbound, драма, 1818)
- Маска анархије (енгл. The Masque of Anarchy, 1819)
- Ода западном ветру (енгл. Ode to the West Wind, 1819)
- Ченчи (енгл. The Cenci, драма, 1819)
- Хелада (енгл. Hellas, 1821)
- Епипсхидион (енгл. Epipsychidion, 1821)
- Адонаис, елегија поводом смрти Џона Китса (енгл. Adonais. An Elegy on the Death of John Keats, 1821)
- У одбрану поезије (енгл. A Defence of Poetry,[57] есеј, 1821)

### У сарадњи са Мери Шели
- Историја шестонедељне туре (енгл. History of a Six Weeks' Tour, 1817)
- Франкенштајн, или модерни Прометеј (1818)[58][59]
- Прозерпина (енгл. Proserpine, 1820)
- Мидас (енгл. Midas, 1820)